# Charles-Émile Freppel
Charles-Émile Freppel, född den 1 juni 1827 i Obernai (Elsass), död den 23 december 1891 i Angers, var en fransk biskop och kyrkohistoriker.
Freppel erhöll sin prästerliga utbildning i Strassburg, vid vars seminarium han senare blev lärare. År 1854 kallades han till lärare vid Sorbonne i Paris, där han utmärkte sig genom sina andliga föredrag. År 1867 blev han dekan vid kyrkan Sainte-Geneviève i Paris och 1870 biskop i Angers. På Första Vatikankonsiliet 1869-70 uppträdde han som förkämpe för ofelbarhetsdogmen och var sedan ett av de främsta stöden för ultramontanismen i Frankrike. Sedan 1880 var han ledamot av deputeradekammaren och trädde där i spetsen för det klerikala partiet. Som skriftställare utmärkte han särskilt sig genom sin skarpa polemik mot Renan i arbetena Examen critique de la vie de Jésus-Christ par E. Renan (1863; 15:e upplagan 1866) och Examen critique des apôtres de M. Renan (1866). Hans arbeten är samlade i Œuvres (12 band, 1880-94).